# Kor Van der Goten
Kor (Cornelius) Van der Goten (Mechelen, 21 april 1931 - Antwerpen, 28 januari 1983) was een Vlaams kleinkunstenaar. Tezamen met Miel Cools vormde hij einde de jaren 50 en begin de jaren 60 de eerste golf van Vlaamse chansonniers, waartoe ook Hugo Raspoet en Antoon De Candt worden gerekend.
Van der Goten volgde conservatorium in Antwerpen maar studeerde af in de wijsbegeerte aan het Sint-Jozefseminarie in Mechelen. Tussen 1957 en 1962 verwierf hij snel naam als tegendraadse liedjesschrijver. Hoewel hij altijd benadrukt heeft dat hij putte uit tal van stijlen en vooral een origineel Vlaams toondichter was, is zijn werk onmiskenbaar beïnvloed door het Franse chanson, met name door dat van Georges Brassens. In 1961 bracht hij een titelloze ep uit bij Philips, waarvan de rechten later door Jo van Eetvelde werden overgekocht die de ep opnieuw uitbracht. In 1962 volgde een eerste volledig album. Twee jaar later bereikte hij zijn hoogtepunt met het album "Kor", waarop onder meer "September" stond. In 1965 eindigde de cyclus met opnieuw een ep, "De blonde maagd".
Hoewel Kor Van der Goten vele kleinkunstenaars en andere taalminnaars zoals Johan Anthierens en Herman De Coninck heeft beïnvloed, is zijn naam veel minder bekend bij het grote publiek dan Miel Cools of Hugo Raspoet. Dat komt enerzijds doordat geen enkel van zijn liedjes is uitgegroeid tot een klassieker en anderzijds doordat hij een heel moeilijke relatie ontwikkelde met zijn publiek, waardoor hij vanaf het einde van de jaren 60 vrijwel volledig van het podium was verdwenen.
In 1962 trouwde Van der Goten met Rotraut Kerzinger. Zij verliet hem in 1974 voor Clem Schouwenaars, een klap die Van der Goten maar moeilijk te boven kwam. In 1976 bleek bovendien dat hij leed aan het Syndroom van Guillain-Barré. Boven op een intussen sterk toegenomen alcoholverslaving maakten deze verwikkelingen elke poging om terug te keren vrijwel onmogelijk.

## Discografie
- Kor Van der Goten (ep, 1961)
- Kor Van der Goten (lp, 1962)
- KoR (lp, 1964)
- De blonde maagd (ep, 1965)
- Sprokeling (1962)
- Meisje hang niet door het venster
- September (1964)

## Meer informatie
- Kor Van der Goten op het muziekarchief
- Herman de Coninck, Kor van der Goten: de heroïek van de zieligheid, uit de essaybundel Over Marieke van de bakker, uitg. Hadewijch, Schoten 1987, blz. 149-173. ISBN 90-5067-032-6